# Lysiphlebus frizmuelleri
Lysiphlebus frizmuelleri är en stekelart som beskrevs av Mackauer 1960. Lysiphlebus frizmuelleri ingår i släktet Lysiphlebus, och familjen bracksteklar. Arten är reproducerande i Sverige.